# Георгиев, Крум
Крум Иванов Георгиев (24 мая 1958, Пазарджик, Болгария — 31 июля 2024, София, Болгария) — болгарский шахматист, гроссмейстер (1988), мастер спорта Болгарии (1976).
Чемпион Болгарии среди юношей (1977). В чемпионате Европы среди юношей (1977/1978) — 3-е место. Лучшие результаты в чемпионатах Болгарии: 1979 — 1—2-е; 1980 и 1982 — 3—5-е; 1984 — 5—7-е; 1986 — 4—6-е места. В составе команды Болгарии участник 6-и Олимпиад (1980, 1986—1992, 2000). Участник зонального турнира ФИДЕ в Праге (1985) — 9—12-е места.
Успешно выступил в ряде международных турниров: Варна (1977 и 1979) — 3-е и 3—4-е; Афины (1978) — 1—2-е; Солун (1979/1980) — 1—4-е; Пловдив (1980 и 1981) — 2-е и 2—3-е; Ниш (1981) — 3—6-е; Золотые Пески (1982) — 2-е; Салоники (1983) — 3-е; Крагуевац (1984) — 5—7-е; Зеница (1984) — 2—3-е: Будапешт (1985, 214 участников) — 2—6-е; Плевен (1985) —1-е; Варна (1987) — 4-е места; Перистери (1991) — 1—4-е; Ксанти (1991) — 1—2-е; Лимасол (1997) — 1—4-е; Солун (2001) — 1-е; Мон-де-Марсан (2006 — 1-е; Париж (2007) — 1-е; Албена (2009) — 1-е.
Умер в июле 2024 года в возрасте 66 лет. На днях Георгиев, уже много лет страдающий сердечной недостаточностью, был госпитализирован в столичную больницу.

## Изменения рейтинга
| Графики недоступны из-за технических проблем. См. информацию на Фабрикаторе и на mediawiki.org. |